# Smoochy
Smoochy est un album de musique de Ryuichi Sakamoto, sorti en 1995.

## Liste des morceaux
| No  | Titre                      | Durée |
| --- | -------------------------- | ----- |
| 1.  | Bibo no Aozora             |       |
| 2.  | Aishiteru Aishitenai       |       |
| 3.  | Bring Them Home            |       |
| 4.  | Aoneko no Torso            |       |
| 5.  | Tango                      |       |
| 6.  | Insensatez                 |       |
| 7.  | Poesia                     |       |
| 8.  | Dennogiwa                  |       |
| 9.  | Hemisphere                 |       |
| 10. | Manatsu no yo Ana          |       |
| 11. | Rio                        |       |
| 12. | A day in the Park          |       |
| 13. | Tango (version castellano) |       |